# 姆亞菈絲
姆亞菈絲，是台灣卑南族初鹿部落神話中部落的石生始祖，為部落中Tavirin氏族的祖先。

## 簡述
姆亞菈絲出生在內本鹿後方的山區中（該地方又被稱為Sirip或Ponoh），是從山上的石頭中出生的，另外她還有一個名為瑪迪庫絲（Madikus）的妹妹。她們倆長期生活在與世隔絕的山中，以捕捉鳥類維生，平常幾乎不穿衣服，只有在有人靠近時才會用羽毛遮住陰部，因為她們會使用法術招來毒蜂和野豬，也沒有人敢加害她們。

## 神話
在初鹿部落的起源神話其中一個版本中，一位Sawawan家族的男子泰爾（Tair）在打獵時無意間遇到了她們姊妹倆，並且被姆亞菈絲深深吸引，因此入贅她們家、建立Tavirin家族。後來有一名叫做卡利馬勞（Karimalao）的魯凱族達魯瑪克部落族人教導了她們種植芋頭的方法，她們因此開始會農業耕種。